# Noto antica
Noto antica ovvero Netum, è l'antico abitato di Noto distrutto a seguito del terremoto dell'11 gennaio 1693. Municipium sotto il dominio dei Romani, capovalle dalla dominazione araba in poi e fregiata del titolo di Civitas ingegnosa da Ferdinando il Cattolico, fu patria di molti elementi di spicco fra il XIV e il XVI secolo, nonché uno dei principali centri culturali, militari ed economici della Sicilia sud-orientale. Circondata da imponenti mura (molte delle quali ancora in piedi) e da profonde vallate del monte Alveria, non fu mai presa con la forza. Solo il violento terremoto del 1693 alle 13:30 riuscì a distruggerla, causando nel Val di Noto oltre 60.000 vittime. L'evento sismico oggi è considerato il terremoto più forte mai registrato nell'intero territorio italiano.
Risulta inoltre essere il ventitreesimo terremoto più disastroso della storia dell'umanità, almeno tra quelli storicamente accertati.

## Storia

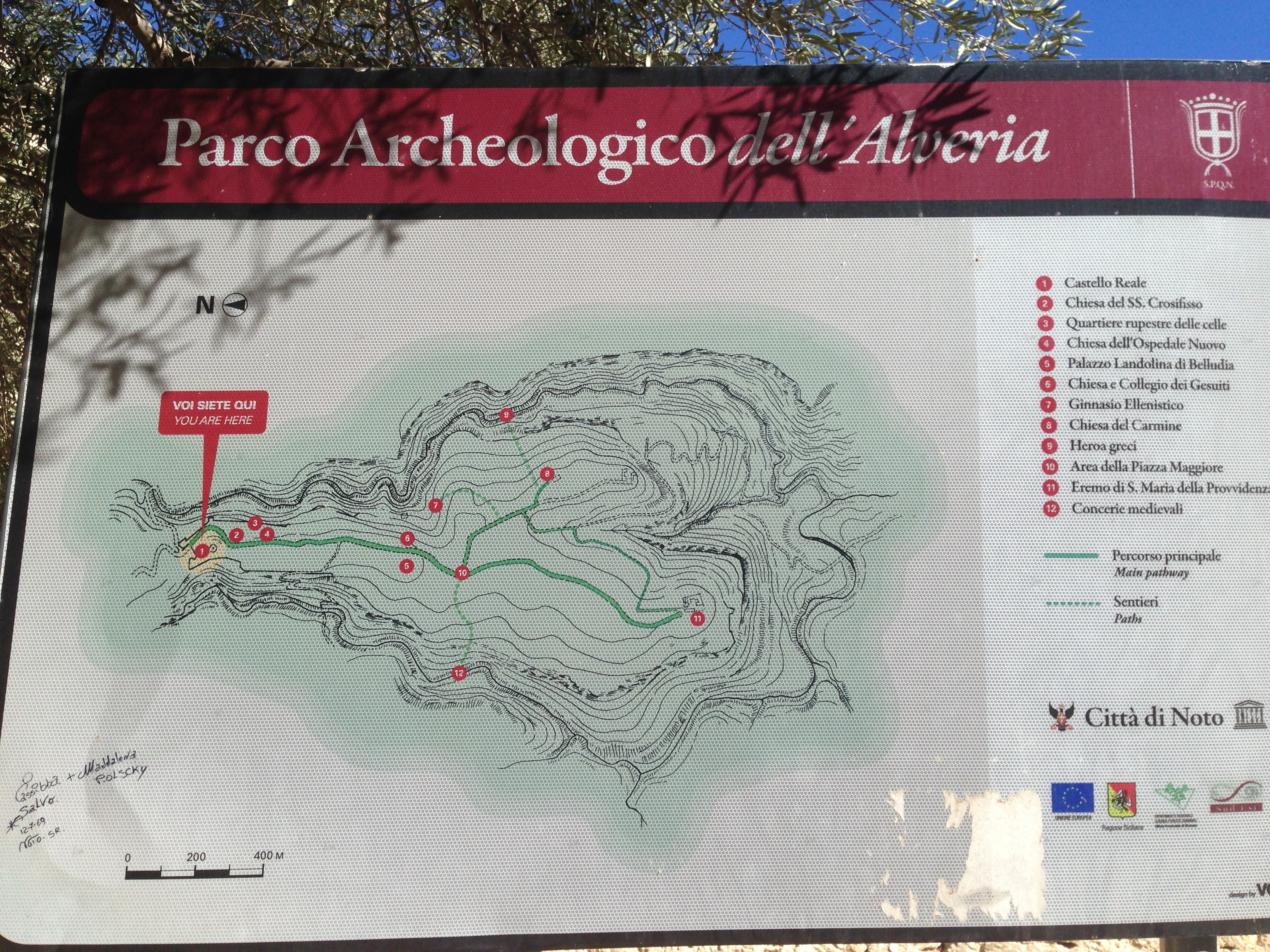
Mappa di Noto Antica

Il primo insediamento umano nella zona risalirebbe all'età del bronzo antico (XVIII-XV secolo a.C.) della civiltà di Castelluccio, ma sono anche presenti tracce della Civiltà di Finocchito del VIII-VII secolo a.C. Nel V secolo a.C. Ducezio, il Re dei Siculi, in vista della guerra contro gli invasori greci, avrebbe trasferito Neai (che gli avrebbe dato i natali), di incerta collocazione, dal colle della Mendola, nell'altipiano dell'Alveria, un singolare monte cuoriforme, circondata da profonde gole che la rendevano imprendibile, fuorché per uno stretto istmo che venne fortificato.
Recenti studi tenderebbero ad escludere la cittadinanza netina di Ducezio e quindi il trasferimento di Noto. È comunque accertato che il Monte Alveria era abitato fin da epoca preistorica e che successivamente fu sede di diverse comunità sicule a partire dal IX secolo a.C.
Il ginnasio, gli heroa, le vaste necropoli a fossa, i templi e i teatri di cui si ha notizia, indicano l'alta considerazione di cui la città sicula godette da parte dei conquistatori greci, dei quali assimilò culto e costumi.
Nel 263 a.C. Neaiton (latinizzata in Neetum, Netum) viene assegnata da Roma a Ierone II tiranno di Siracusa, ma gode, forse in considerazione dell'origine latina dei siculi, di una certa autonomia che più tardi (pare al tempo della seconda guerra punica) si concretizza in un patto federativo con Roma (Civitas foederata), che la equipara alle due altre città federate della Sicilia: Messina e Taormina. 
I Netini tengono sempre in gran conto la loro posizione di alleati dei Romani e nel 70 a.C., come riferisce Cicerone, figurano tra i più fieri accusatori nel processo celebrato contro il propretore Caio Verre che aveva preteso indebitamente da loro il pagamento della decima. Anche in epoca imperiale continua il favore di Roma che conferisce a Noto lo status di municipium, esentandola dal pagamento dello stipendium.
Dell'età romana sopravvivono scarsissime testimonianze, mentre il buio più completo copre il periodo tardo-antico e l'Alto Medioevo fino al IX secolo. Non mancano tuttavia, sparsi sull'Alveria, diversi quartieri rupestri, probabilmente bizantini, un ipogeo cristiano di discrete proporzioni (Grotta delle 100 bocche) e una catacomba ebraica (Grotta del Carciofo).
Netum si arrende nell'864 agli assedianti comandati da Cafagh Ibn Sofian. Poco dopo riesce comunque a scrollarsi il giogo, per ricadervi definitivamente due anni dopo.
Nel X secolo l'isola venne divisa in tre Valli, preponendo Noto ad una di esse. Gli invasori danno un impulso all'agricoltura e ai commerci, impiantano vasti agrumeti, introducono l'industria della seta.

### Prime attestazioni ufficiali su Noto
(Ibn Hamdis, poeta siculo-arabo vissuto a Noto antica durante la sua giovinezza)
È solo con l'epoca normanna che si chiude il lungo vuoto storico. I normanni fanno della città una roccaforte munitissima e la chiamarono con quello che poi sarà il suo nome definitivo, Noto. 
In quell'epoca la città inizia la propria rinascita: abbastanza tolleranti in fatto di religione, i normanni danno un impulso grandioso ai commerci.
Ruggero il Normanno nel 1091 la assegna al figlio Giordano col titolo di Duca. Egli intraprende la costruzione del poderoso castello sull'Istmo e la fondazione di varie chiese al fine di favorire il rifiorire del Cristianesimo. Più tardi il geografo arabo Edrisi, vissuto alla corte di Ruggero II di Sicilia, accenna con ammirazione alla bellezza ed opulenza della città e alla sua importanza strategica. 
Sotto Guglielmo il Malo, morto il Duca Giordano, Noto è infeudata al conte Goffredo di Montescaglioso, ma in seguito gli è confiscata. Agli inizi del XIII secolo è governata da Isimbardo Morengia, che nel 1212 fonda il monastero cistercense di S. Maria dell'Arco, con una dote di quattro feudi.
Nulla sappiamo sull'infausto periodo angioino; un'insicura tradizione vuole che Noto abbia seguito l'esempio di altre città siciliane, trucidando il presidio francese di Faramondo d'Artois (2 aprile 1282).
Passato il dominio dell'isola agli Aragonesi, Noto è governata da Guglielmo Calcerando, Vicario del Re Pietro II. inizia col XIV secolo un periodo contrassegnato da continue lotte civili fra partigiani degli aragonesi e degli angioini, che invano tentano la riconquista dell'isola. Malgrado il tradimento del castellano Ugolino Callari che la consegna a Roberto II d'Artois nel 1300, la città si mantiene fedele agli aragonesi. Consolidatasi la nuova dinastia Noto non tarda a ricevere ricompense e onori. Nel 1335 riceve la visita di Federico III, nel 1341 ottiene l'approvazione della codificazione delle proprie Consuetudini (che pertanto acquistano forza di legge), nel 1353 accoglie festante anche il giovane re Ludovico, che le concede privilegi e immunità.
Frattanto, verso il 1330, era venuto a Noto il nobile piacentino Corrado Confalonieri che a seguito di una disavventura di caccia si era dato a vita eremitica. In seguito egli si era ritirato nella solitudine di una grotta, in una valle a qualche chilometro dalla città, morendovi nel 1351 in fama di santità; egli sarebbe diventato il Santo Patrono di Noto.

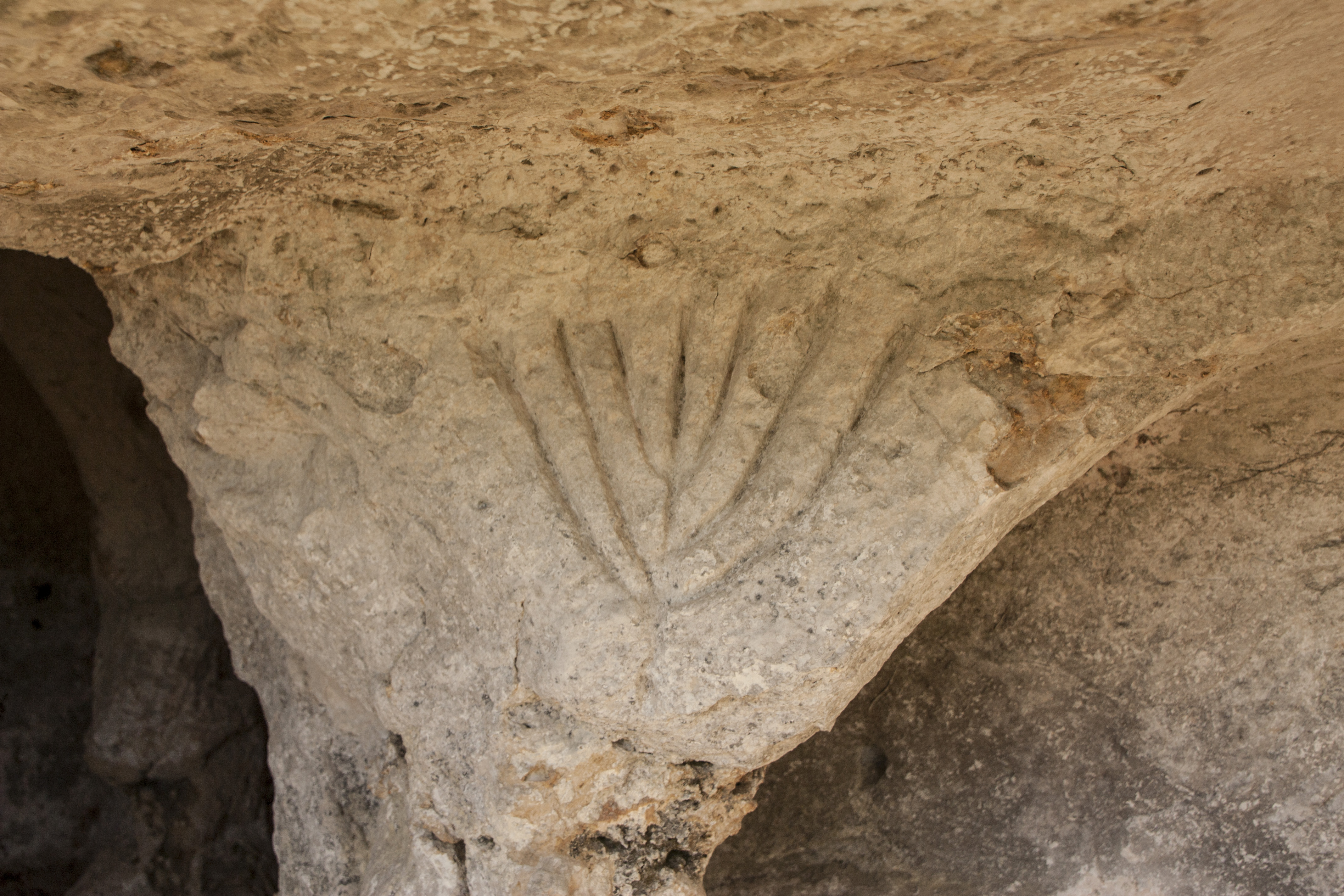
Menorah scolpita nella Grotta del Carciofo, a testimonianza della presenza di una comunità ebraica nella città in epoca medievale

Per tutto il Trecento continuano le lotte intestine fra gli Alagona e i Landolina, filoaragonesi, e i Chiaramonte, filofrancesi. Solo con l'avvento dei Martini, che cercano di restaurare il prestigio della monarchia, e specialmente con Alfonso il Magnanimo, la città conosce periodi di relativa tranquillità. In quegli anni anzi esprime un Viceré nella persona di Nicolò Speciale, personaggio di primo piano nella scena politica siciliana.
Anche nel campo economico Noto attraversa un periodo di floridezza, favorita da tutta una serie di privilegi e di esenzioni da dazi e gabelle. Alfonso però, revocando il privilegio di perpetua demanialità concesso da Martino il Giovane, dona la città al fratello Pietro col titolo di Duca. I Netini non sopportano la soggezione ad un signore e insorgono in difesa della loro libertà. Poi si giunge ad un onorevole compromesso: nella signoria della città dovranno succedersi solo i discendenti maschi del Duca Pietro. Ma quest'ultimo muore dopo pochi anni senza figli e la città torna definitivamente al regio demanio.
In questo periodo i Netini tentano di ottenere l'istituzione della diocesi e l'erezione ad università del prestigioso convento di San Domenico, ma fra vari intrighi, la pratica venne archiviata.

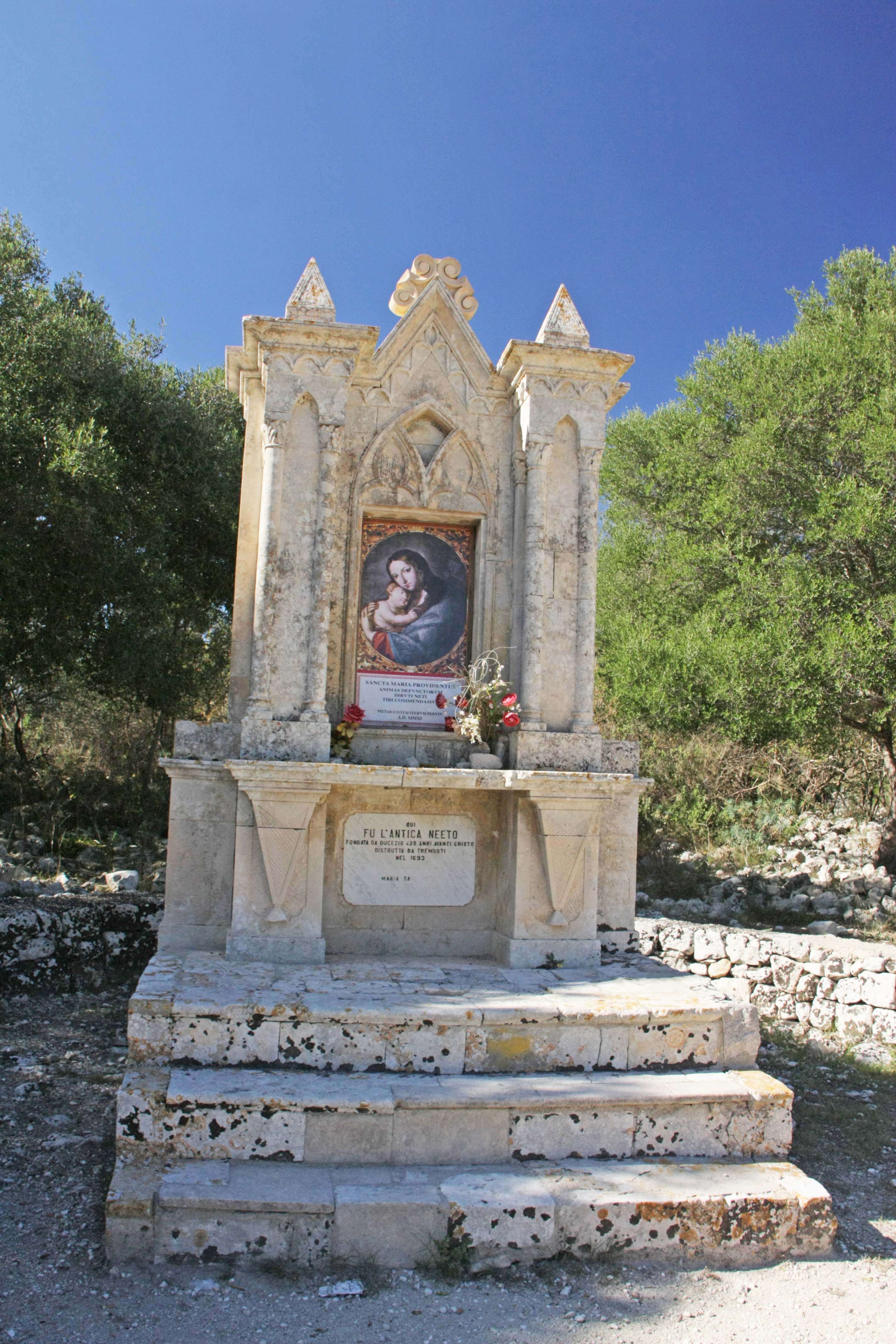
Edicola votiva post terremoto

Per tutto il Quattrocento Noto conosce tempi di prosperità e splendore. I sovrani le accordano numerosi privilegi politici e mercantili; nel 1503, Ferdinando il Cattolico la insignisce del titolo di Civitas Ingeniosa in riconoscimento degli elevati ingegni che in ogni campo aveva prodotto. Invece il Cinquecento, pur portando Noto a più alti livelli di prestigio, specie nel campo culturale e politico, fu in complesso un secolo molto felice. Le carestie e le pestilenze (la più terribile del 1522), le feroci lotte fra le fazioni di nobili, il pericolo delle scorrerie barbaresche rappresentano fattori negativi che incidono sullo sviluppo della città, che pure si dedica ad importanti opere di abbellimento del suo volto e vede confermata la propria importanza strategica con il potenziamento delle difese militari ordinato dal Viceré Gonzaga nel 1542.
Nel XVII secolo si assiste ad un lento decadimento della città che accentua la sua caratteristica feudale e monastica. Il suo immenso territorio agricolo, ricco di 80 feudi, non produce più le risorse di un tempo. Ancora fiorenti sono invece le varie categorie artigiane che operano lungo la valle dell'Asinaro, nel versante occidentale dell'Alveria. Abbastanza ricca l'aristocrazia che però non riesce più ad esprimere una classe politica vigile ed esperta, come era stato un tempo. Dal punto di vista militare Noto è ancora un castello importantissimo e durante la guerra franco-spagnola ospita un forte contingente di truppe nel 1675. Pochissime le personalità di spicco nel campo culturale, mentre sorge un'Accademia dei Trasformati, con indirizzo filosofico-teologico, che è un po' il simbolo della generale decadenza di un'epoca.
L'11 gennaio 1693 la città, all'apogeo del suo splendore e della sua grandezza, è rasa quasi completamente al suolo da uno spaventoso terremoto.

## Urbanistica

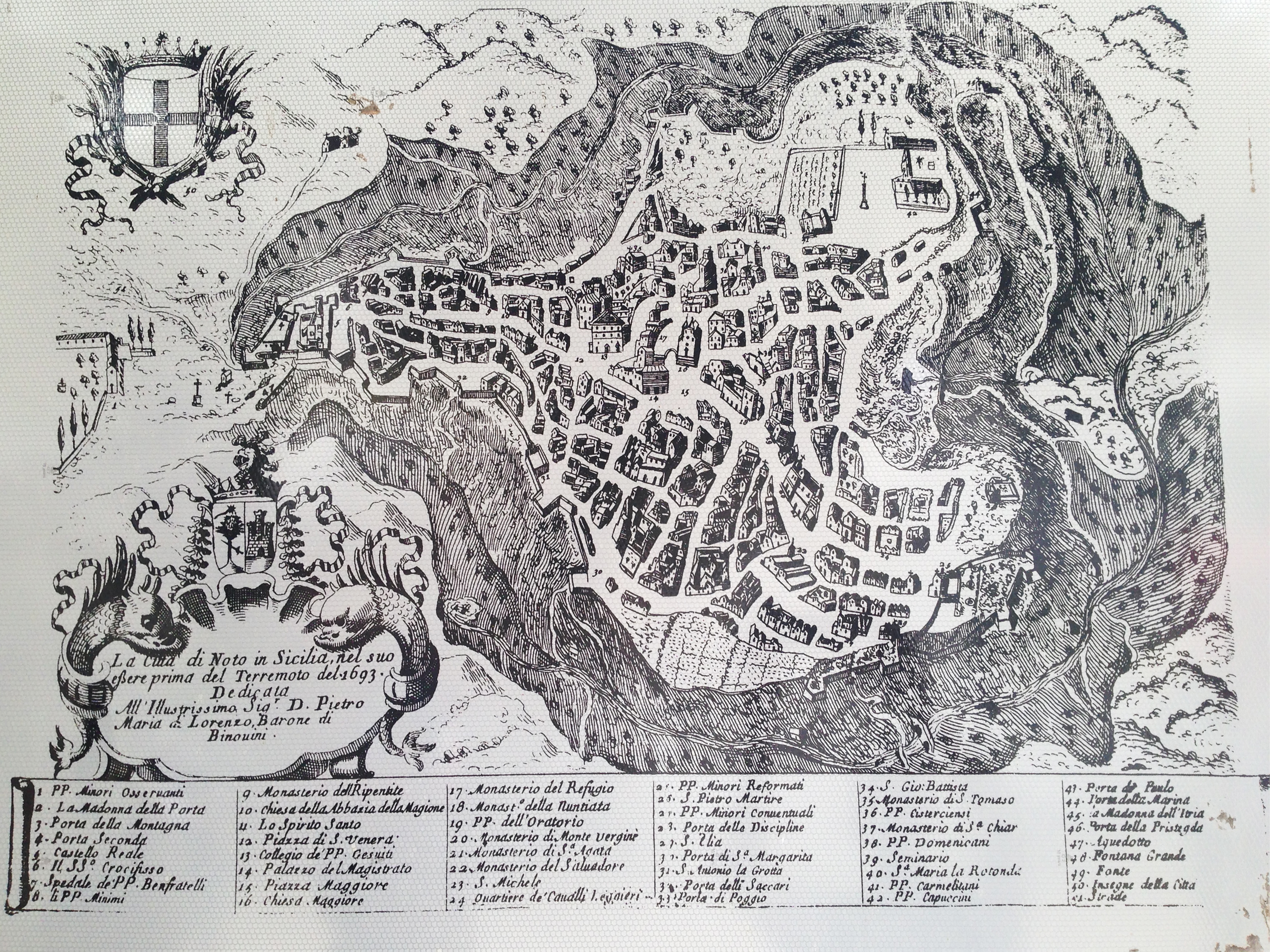
Mappa di Noto e dei palazzi poco prima del sisma.

In epoca preistorica il monte Alveria era costellato da piccoli nuclei abitativi, costituiti principalmente da capanne, separati ed indipendenti gli uni dagli altri.
Un primo nucleo cittadino fu probabilmente fondato in età ellenica, in un piano più basso della montagna che si affaccia sulla valle del Durbo, come testimoniano i resti dell'antica Agorà, del Ginnasio e degli Heroon. L'insediamento era protetto da mura megalitiche, di cui sono visibili ancora alcuni tratti. Vincenzo Littara, nel suo De Rebus Netinis, descrisse che al secolo XVI (in cui visse) il nucleo greco conservava ancora quasi del tutto la sua primitiva fisionomia.
Durante l'età Romana, probabilmente, incominciò ad essere abitata anche la sommità della montagna.
Sotto la dominazione normanna l'intera montagna venne fortificata con poderose mura, mentre i quartieri sulla sommità si espandono ed assumono un ruolo centrale, essendo proprio lì il castello ed altri importanti edifici.
Nel medioevo la città si arricchisce di Chiese e si allarga la piazza maggiore, la città è suddivisa in tre piani, dove sorgevano anche le uniche tre piazze della città: piano del Crocifisso, piano Maggiore e piano Santa Venera. La città è attraversata da un serpeggiante asse principale denominato via piana o Cassaro. La fisionomia della città era del tutto simile a quella delle altre città medievali dell'epoca.
Nel XVII secolo, la città si arricchisce ulteriormente di monumenti, e molti dei restanti vengono abbelliti secondo i canoni del nuovo stile barocco. Alla vigilia del terremoto, contava 14 416 case, anche se l'estremità sud (i "lobi" del monte cuoriforme) non era abitata, ma vi erano ancora terreni coltivabili.
La natura medievale dell'impianto urbanistico e quella geologica del terreno furono una delle cause più importanti dell'abbandono del vecchio sito, visto che a causa di questi problemi era pressoché impossibile ricostruire la città secondo i canoni urbanistici della fine del XVII secolo.

## Architetture religiose

### Chiesa Maggiore
Noto aveva chiese nobilissime, la più splendida delle quali (racconta Rocco Pirri) era la chiesa madre detta Chiesa Maggiore (retta a collegiata agli inizi del XVII secolo) che era intitolata (come quella attuale) a San Nicolò. La chiesa si ritiene essere fondata intorno al periodo della cacciata dei saraceni dal Conte Ruggero I il normanno.

La chiesa custodiva l'urna di san Corrado Confalonieri (oggi custodite nella cattedrale della nuova città), Rocco Pirri racconta di una lastra (non presente a Noto) in cui vi era scritto:

### Chiesa del SS. Crocifisso
La seconda chiesa parrocchiale che era presente a Noto antica era quella del SS. Crocifisso un tempo intitolata a S. Maria del Castello, appunto dal luogo in cui sorse. Fu fondata al tempo di Giordano, tempo in cui era stato costruito anche il castello. Il restauro della chiesa fu finanziato da una delle più nobili famiglie di Noto: i Landolina, che per far notare il loro sforzo finanziario dovuto alla restaurazione della chiesa avevano fatto dipingere il loro stemma sulla volta della chiesa. In essa si trovava un dipinto del crocifisso (oggi rimane solo il volto di cristo custodito in una teca su uno splendido crocifisso dorato di Rosario Gagliardi nella nuova chiesa a Noto) che, secondo la tradizione, fu dipinto da San Luca e fu portato dal conte Ruggero ai Landolina affinché costruissero una chiesa. La sopraddetta immagine del crocifisso, posta sotto la cupola della chiesa (racconta il Pirri) fu poi trasferita il 27 marzo 1514 in un'apposita cappella sopra la quale si ammirava, oltre ad un ponte, la superba mole della torre campanaria che su di essa gravava con ardita risoluzione architettonica, un'altra lapide: «Perché ricordare gli antichi colossi dell'Asia? La provvida Noto ha di che stupire i Siculi.»
Nella chiesa si venerava inoltre (come si venera nella nuova città) la teca in oro della Santa Spina e una vetusta statua della Madonna bianca, opera di Francesco Laurana, attualmente custodita nella chiesa della nuova città.

### Eremo e chiesa di Santa Maria della Provvidenza

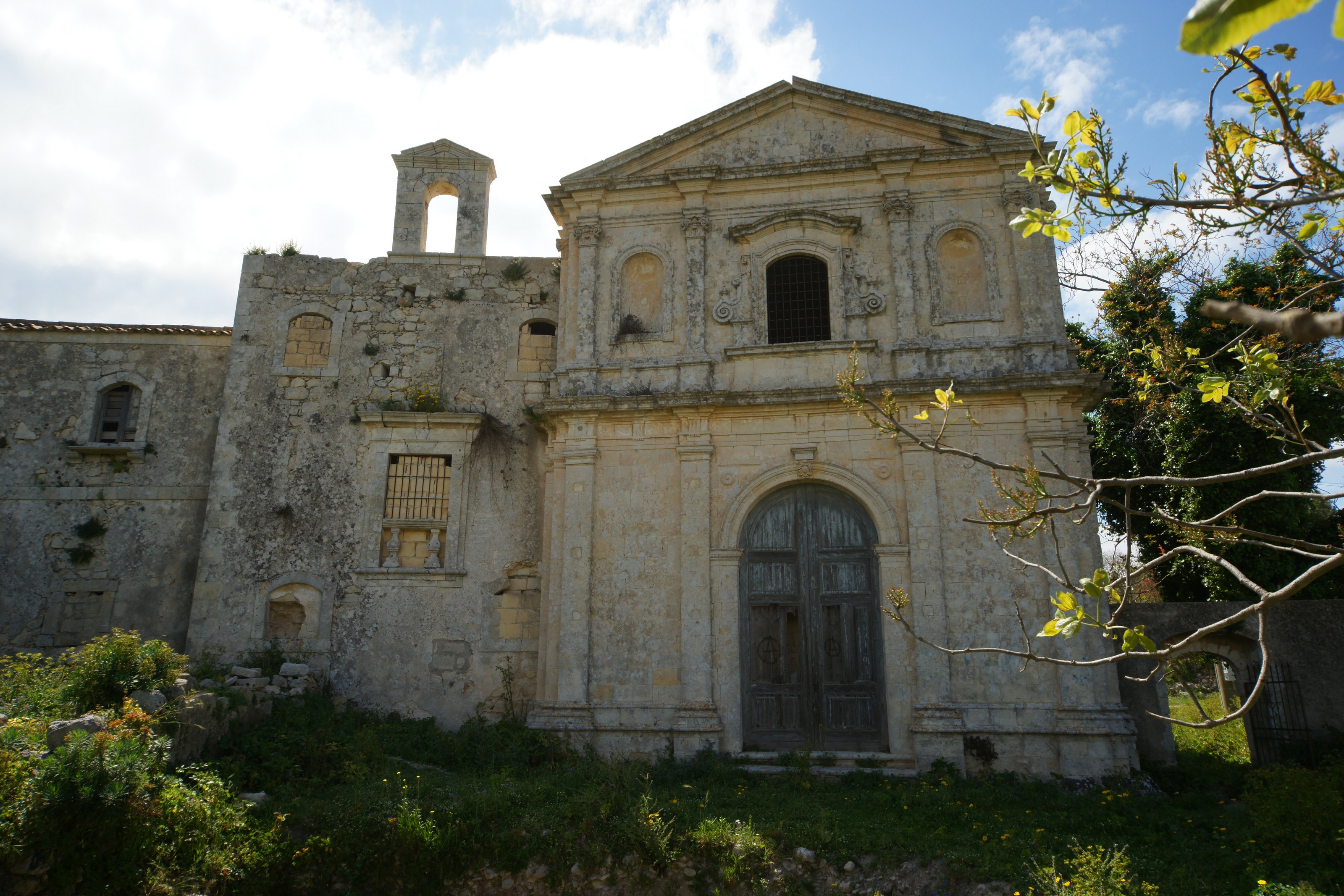
Eremo di S. Maria della Providenza

Nella parte meridionale e più esterna di Noto Antica si trova l'eremo e la chiesa di Santa Maria della Provvidenza costruito nel 1723 sulle rovine di un precedente eremo distrutto dal terremoto. L'eremo venne occupato dalle Suore Carmelitane che lo gestirono sino al 1800 quando la struttura venne abbandonata. Oggi il complesso resta in stato di degrado, ma all'interno si conservano sia il convento che la chiesa. Nella chiesa, danneggiata dal tempo e da atti di vandalismo sono visibili degli eleganti stucchi e dipinti sulle volte. La facciata della chiesa è in stile barocco.

### Chiesa di Sant'Elia
Costruita su una ben più antica struttura, si ritiene una torretta di guardia per sorvegliare la costa prossima al Pachino, caratterizzata da grandi blocchi di pietra squadrati messi uno sopra l'altro senza calce, il prospetto della chiesa di Sant'Elia, seppur di piccole dimensioni, era unico in Sicilia. Una lapide sulla facciata ricordava: «Quella che una volta fu opera faticosa di giganti, è ora chiesa in cui si è cominciato a venerare Elia vivente».
La chiesetta era dedicata a Sant'Elia di Noto, un eremita vissuto nell'omonima contrada odierna e morto in odore di santità (intorno al 1100?), e fu probabilmente una delle prime chiese (a parte, forse, quella Maggiore) ad essere costruita a Noto Antica. Alla vigilia del terremoto del 1693 risultava chiusa da tempo, e non è dato sapere se al suo interno fossero custodite le spoglie del Santo.

### Chiesa del Carmine

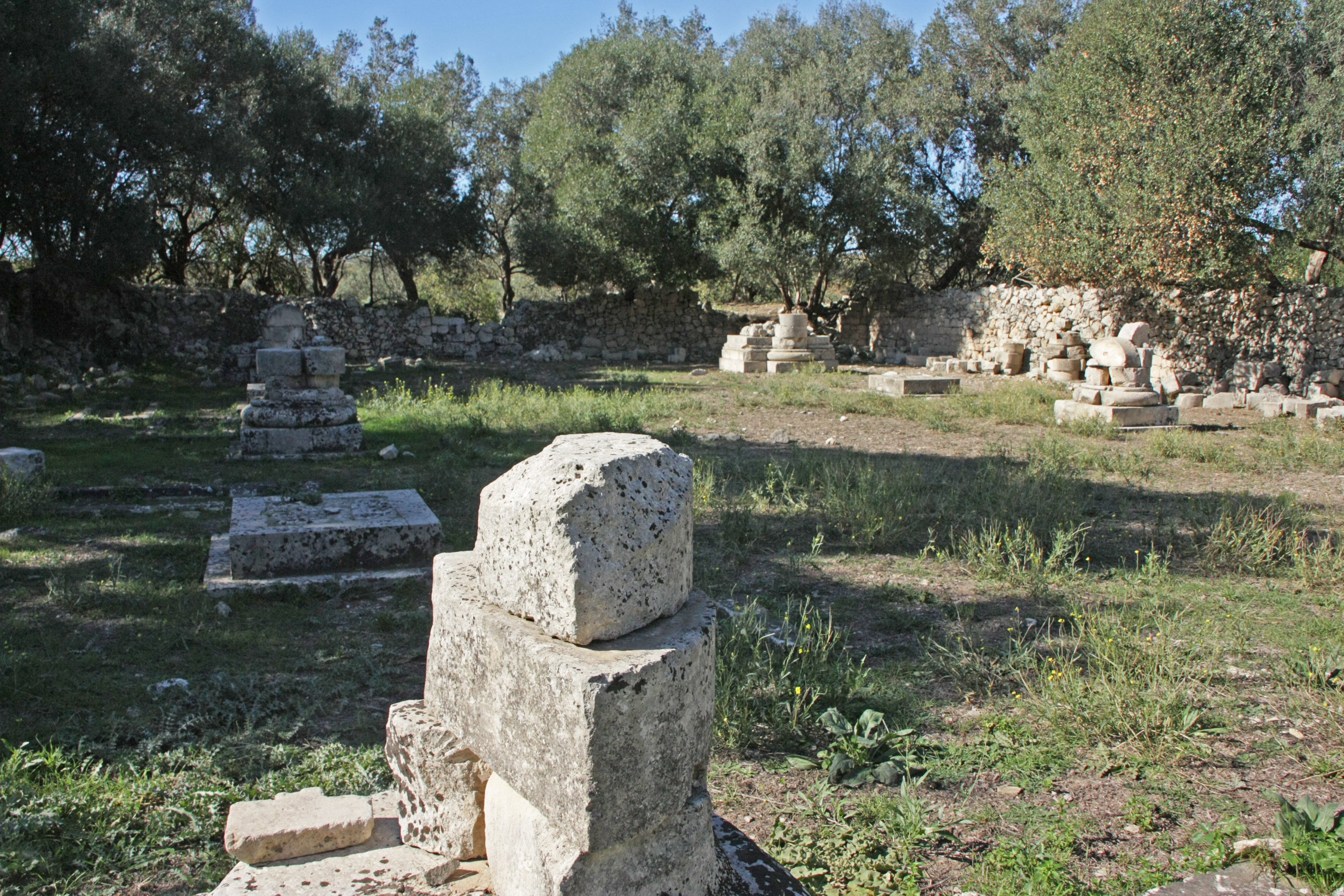
Chiesa del Carmine

Costruita nei primi anni del 1600 su una preesistente chiesa, mostra una struttura a tre navate con due filari di colonne. Della chiesa restano parte delle mura, i basamenti delle colonne e le tombe con i resti dei frati Carmelitani. Sono visibili i contorni delle tombe con bassorilievi che rappresentano le ossa incrociate.

### Monastero cistercense di Santa Maria dell'Arco
Il monastero cistercense di Santa Maria dell'Arco fu fondato a 6 miglia dalla città, verso nord come filiazione di Ferraria, linea Clairvaux. Nel cenobio della chiesa di veneravano le reliquie del Beato Nicolò da Noto, dello stesso ordine, alcune delle quali erano racchiuse in teche d'argento.

### Convento e chiesa dei Gesuiti

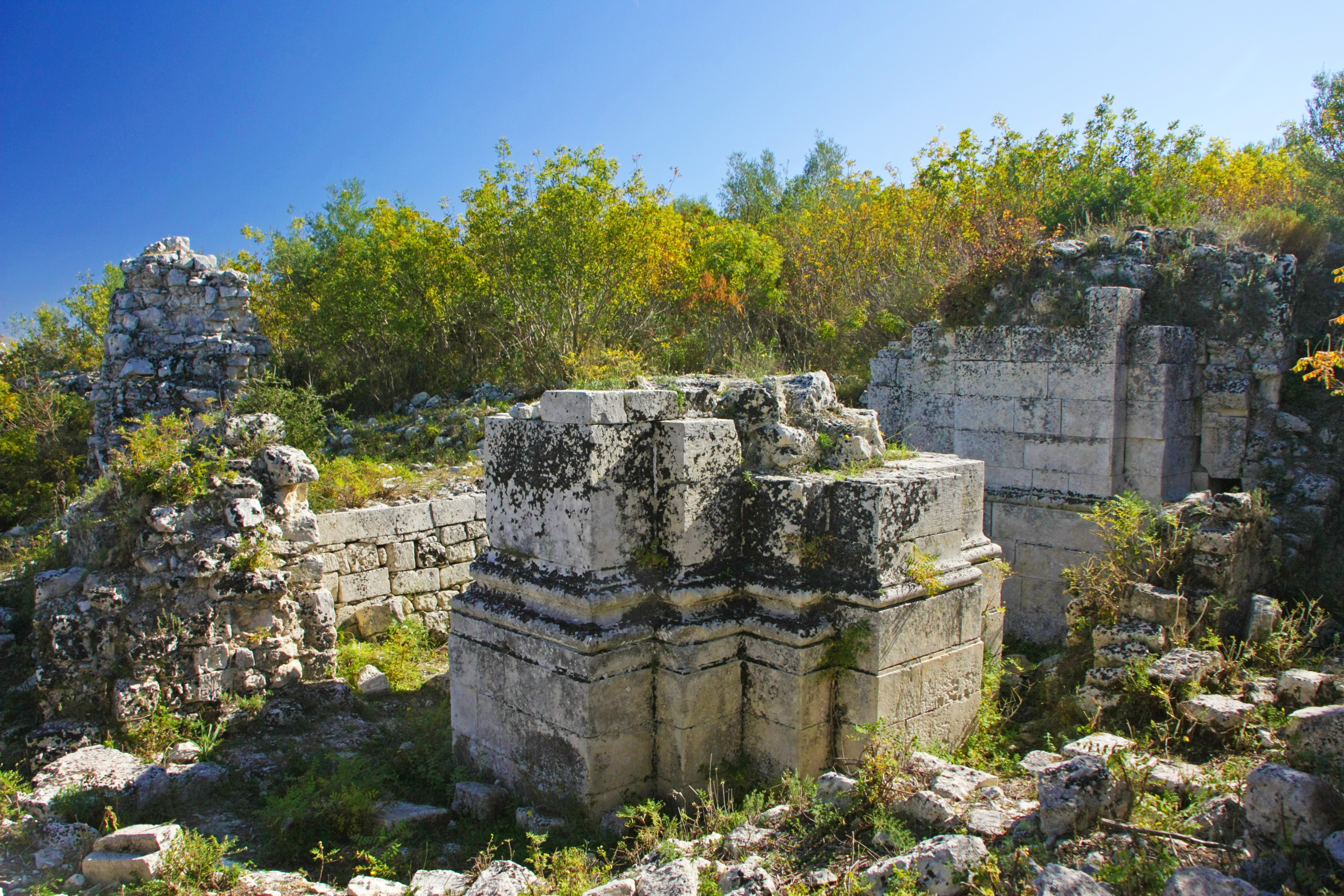
Chiesa dei gesuiti

Di fronte alle rovine del Palazzo Belludia si trova il complesso del convento e della vicina chiesa dei Gesuiti completati nel 1606 su progetto dell'architetto maltese Masuccio da Malta. Gli edifici furono finanziati da Carlo Giavanti, Barone del Feudo di Bussello. Dei resti sono chiaramente visibili una parete laterale del convento e i basamenti delle colonne della chiesa probabilmente a tre navate.

## Palazzi

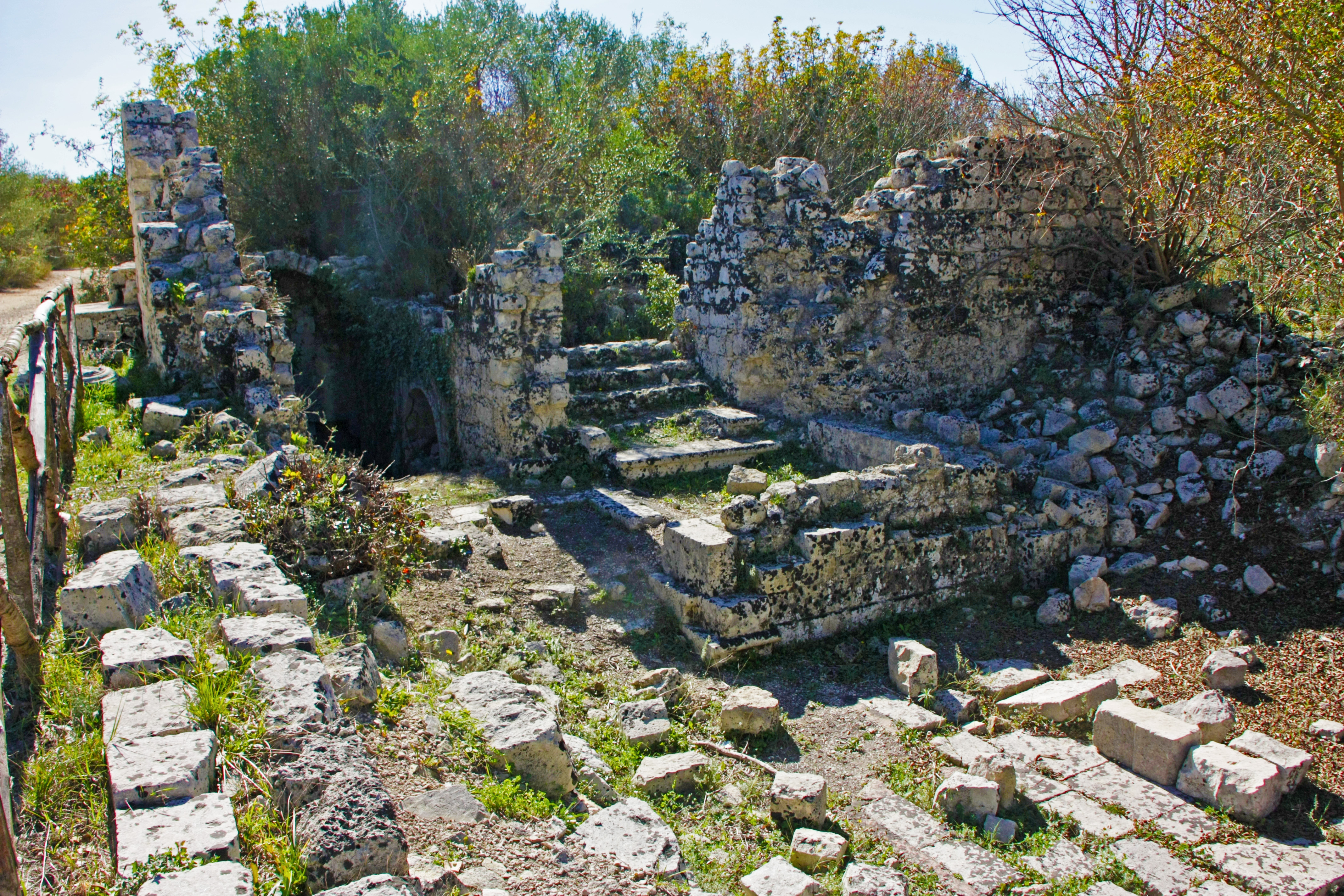
Ruderi del palazzo Landolina

Dei palazzi si hanno invece notizie molto più sintetiche o assenti.
Il palazzo Landolina, uno fra i palazzi più importanti del paese, fu abbellito in stile barocco con due aquile in pietra calcarea che sorreggevano il balcone centrale per rappresentare, probabilmente, la forza della famiglia. Altro palazzo, di cui però non si hanno notizie, è quello degli Impellizzeri.

L'Ospedale di S. Martino, conosciuto come Ospedale di S. Maria di Loreto, collegato ad una struttura nella roccia, forse un antico oratorio e il palazzo dei baroni di Belludia di cui è possibile ammirare ancora la suddivisione degli ambienti dell'edificio.
La piazza Maggiore della città si trova nello spazio antistante l'edicola votiva a ricordo dell'antica città.

## Fortificazioni

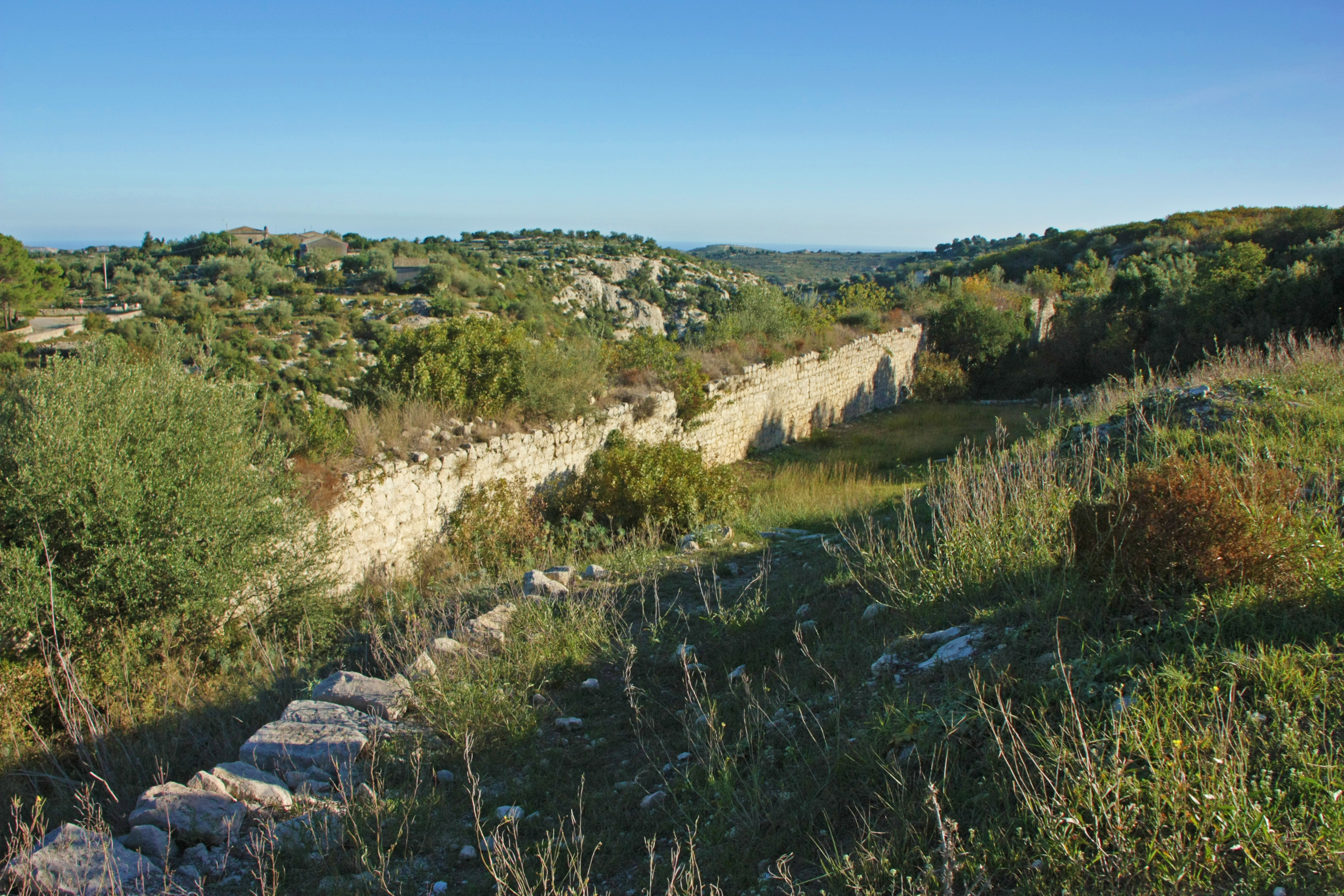
Fortificazioni lato est

Noto antica possedeva delle poderose fortificazioni che circondavano interamente il perimetro della città e del monte. Di esse, nonostante le devastazioni del terremoto restano in piedi vari tratti visibili.
Le mura erano interrotte da due ingressi principali, uno a nord (la porta della montagna) e uno a sud. Ma vi erano anche altri sette ingressi minori che portano il conto di nove ingressi in totale.

### Il castello
Annesse alle mura si trova il castello Reale con l'ampia Sala d'Armi e le scuderie, i resti di torri di cui quella principale è del 1431 e della antica prigione dove sono visibili moltissimi graffiti e bassorilievi lavorati dai galeotti. Molti dei graffiti oltre a riportare il nome della persona rappresentano le imbarcazioni dell'epoca e più volte riprodotto anche un gioco con le pedine.
La struttura venne edificata nel 1091 dal Duca Giordano d'Altavilla. Nel 1430 il duca Pietro d'Aragona fece eseguire lavori di ampliamento che nel 1600 circa vennero eseguiti nuovamente onde ospitare le bocche da fuoco. Nei pressi dell'ingresso della porta della montagna sono ancora visibili le aperture per i cannoni. Il terremoto distrusse gran parte del castello anche se diverse parti sono in buono stato di conservazione.

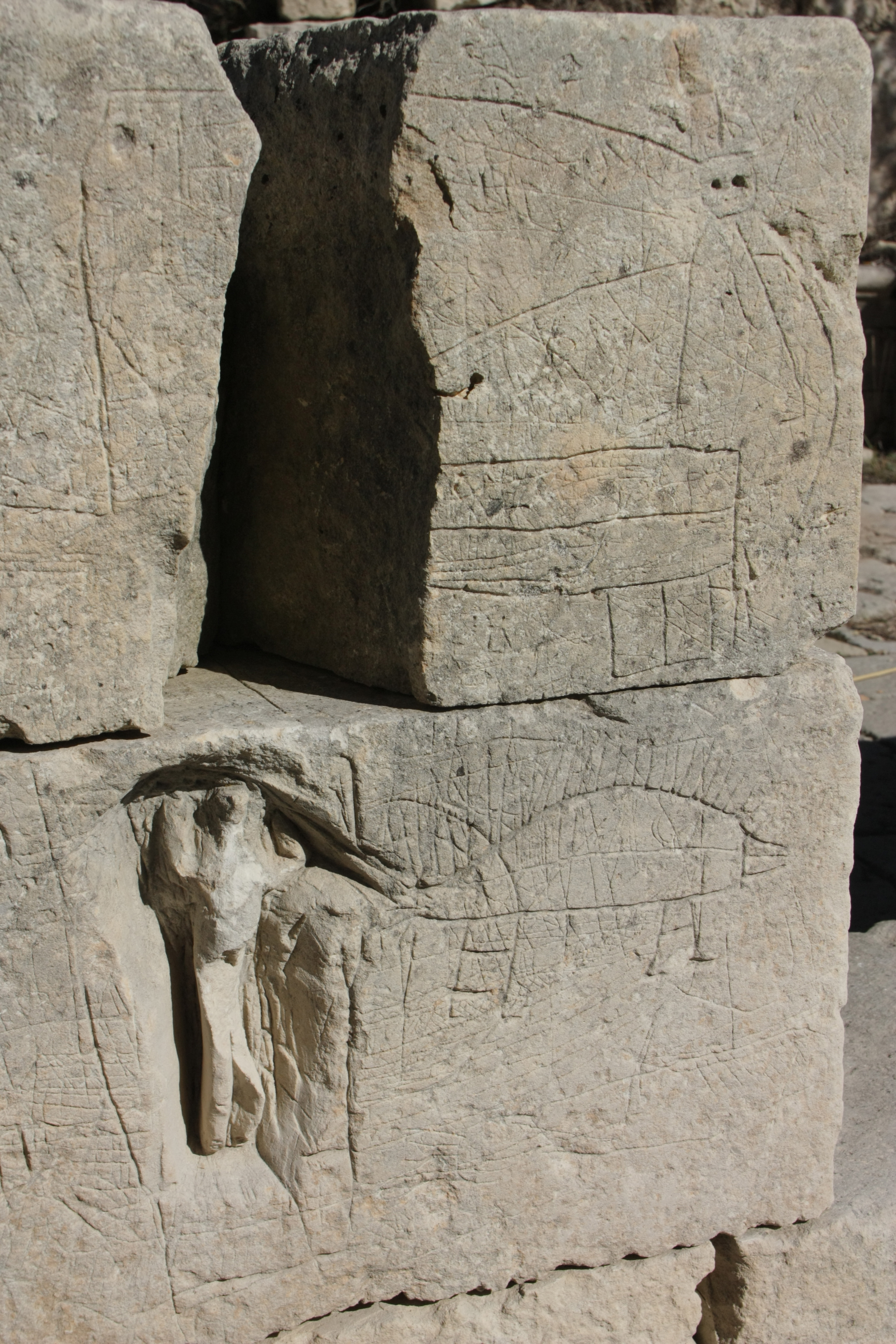
Bassorilievo
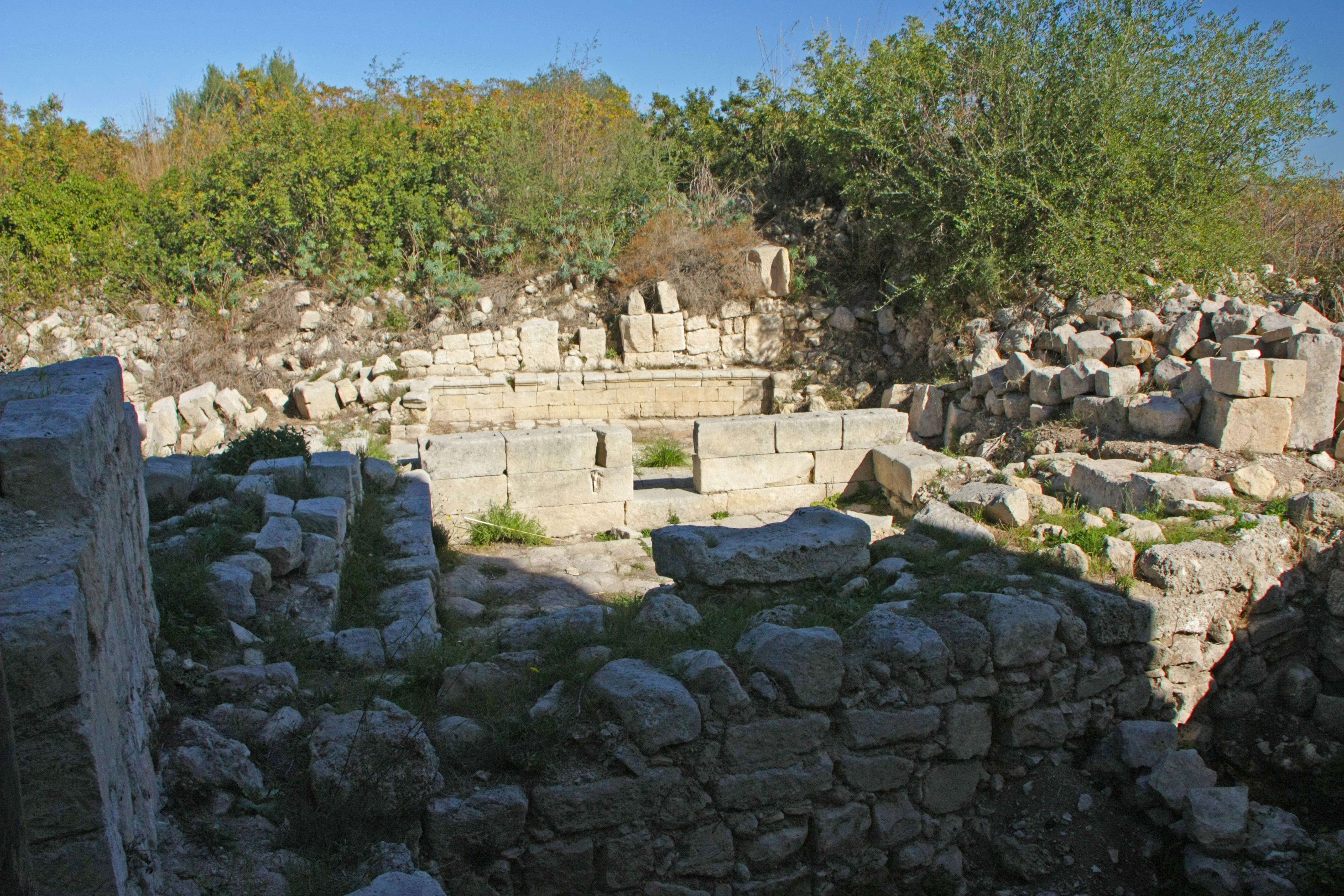
Ex carceri di Noto Antica
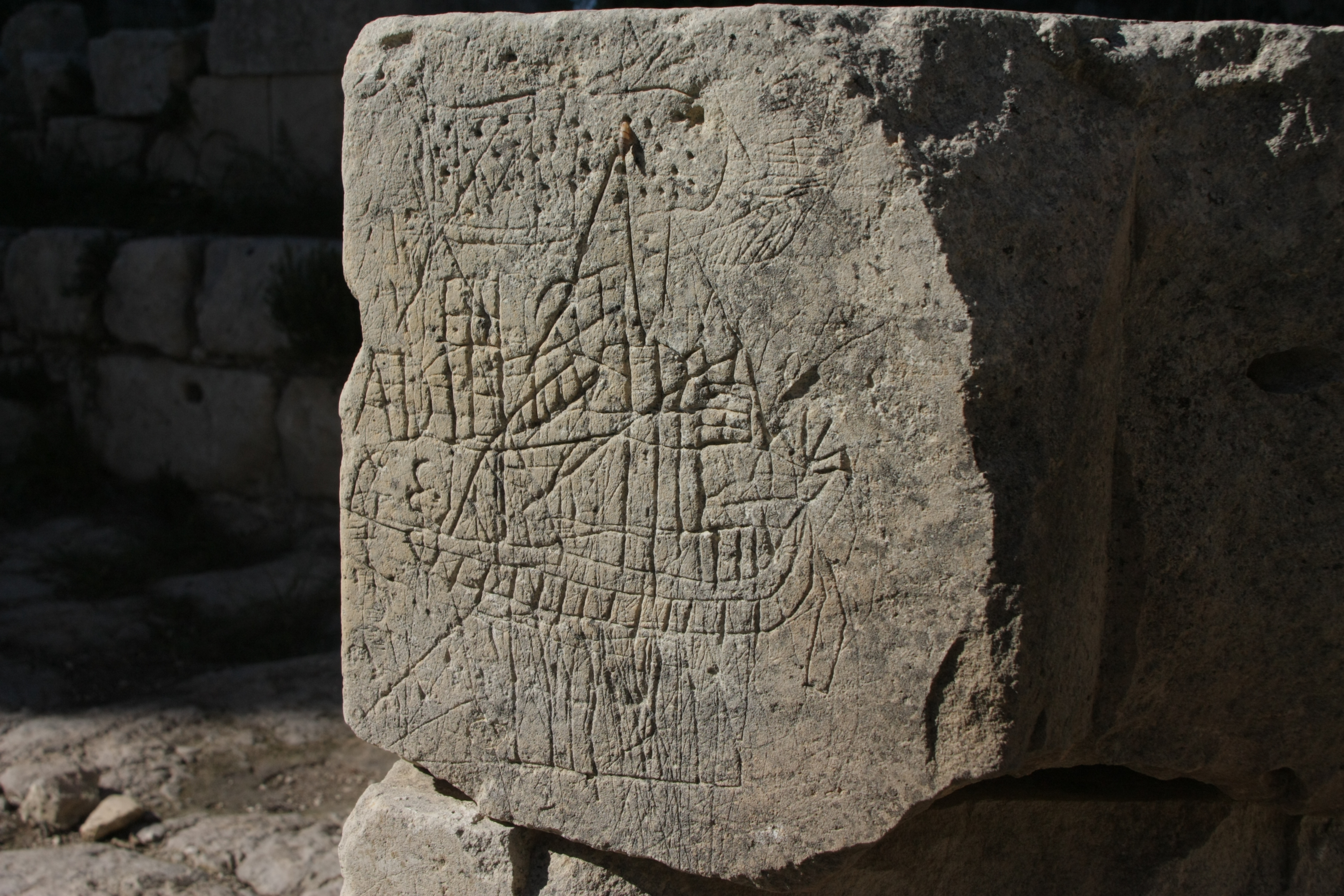
Graffito di imbarcazione
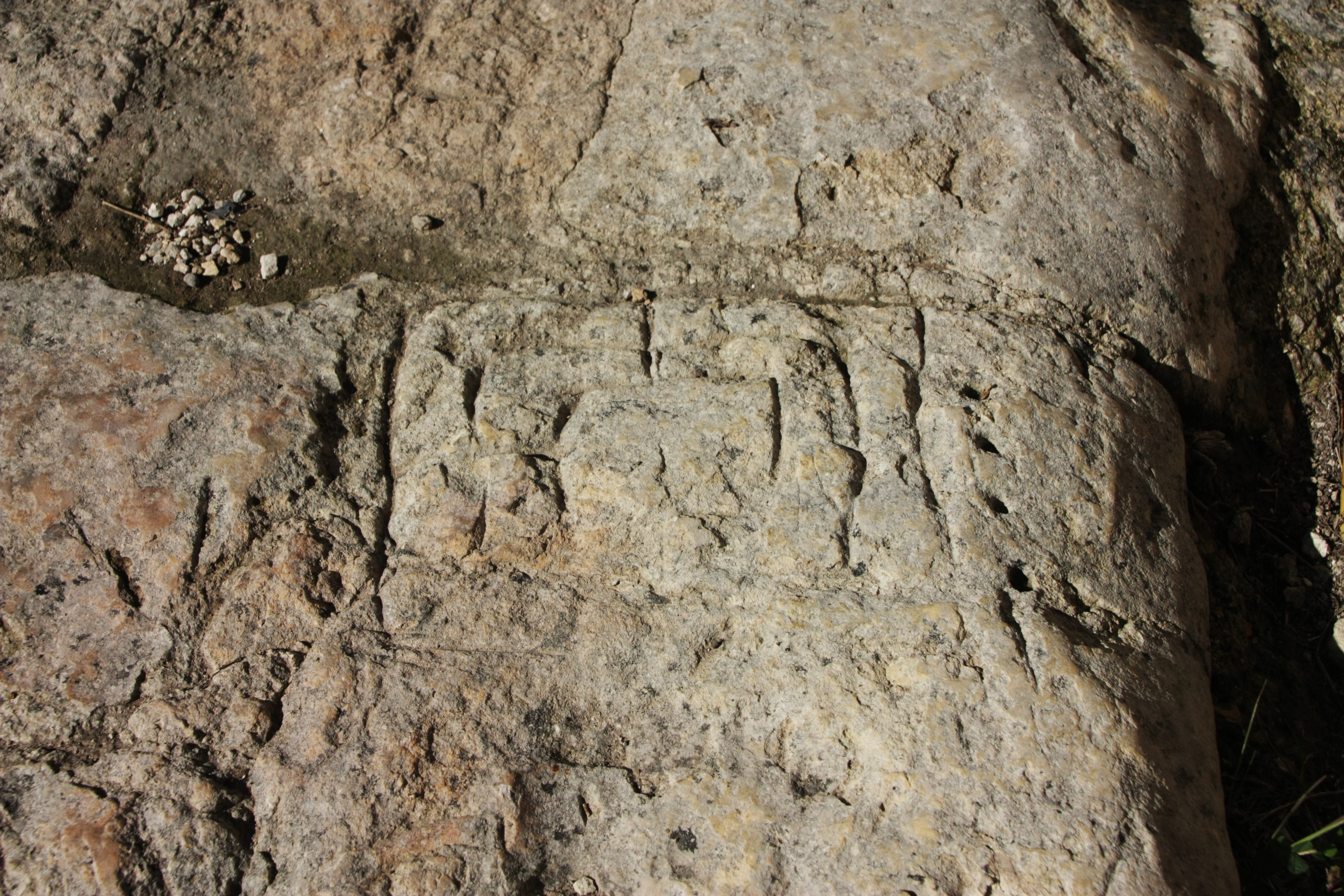
Graffito di un gioco
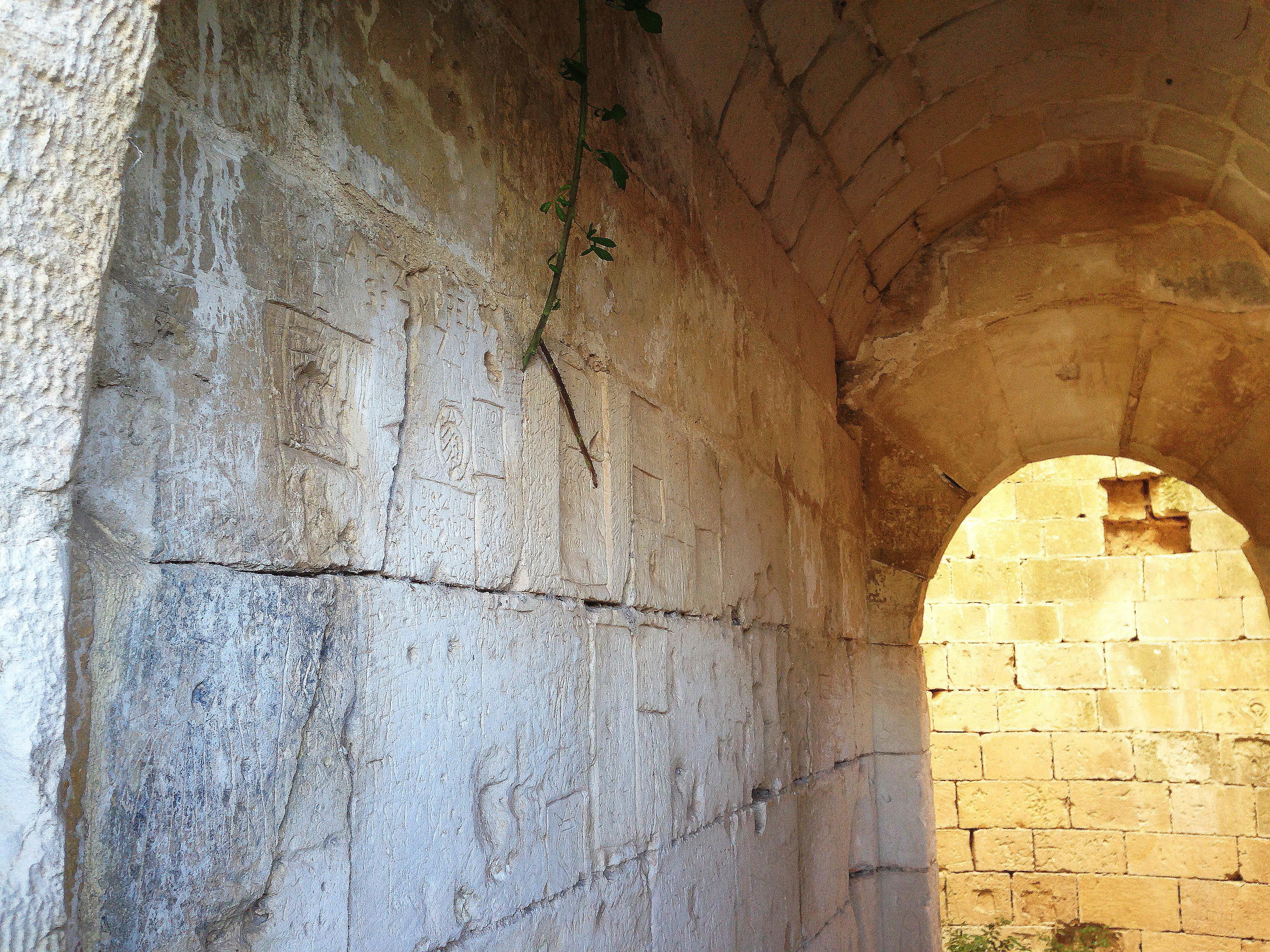
Graffiti sui muri della torre maestra
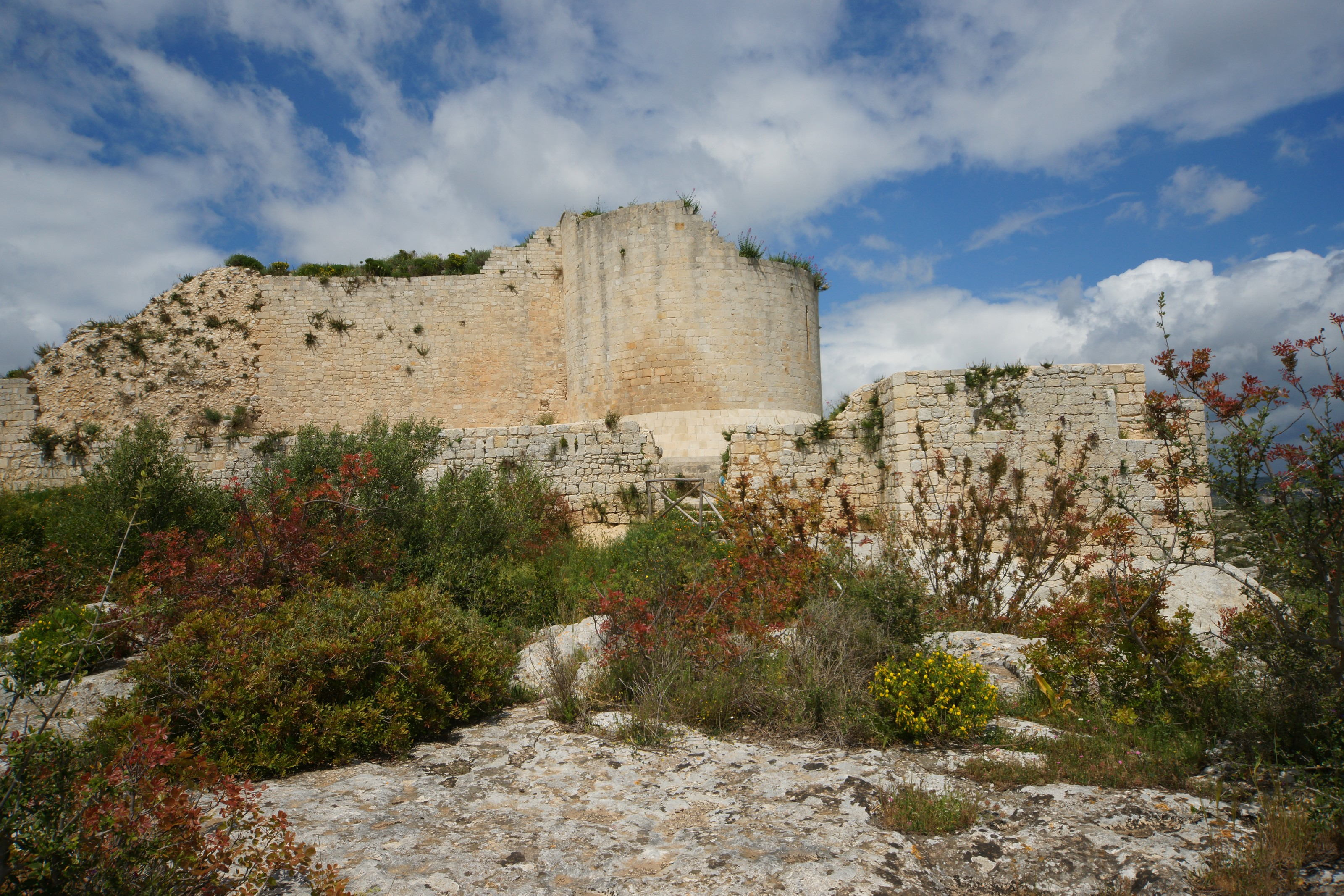
Castello reale

## Resti di epoca greca
Noto Antica, essendo abitata anche in epoca greca, presenta alcune strutture ancora visibili, come gli Heroon e il ginnasio. L'heroa del III secolo a.C., monumento dedicato al culto degli eroi, mostra diverse nicchie, dove erano posti i pinakes, studiate da Gioacchino Santocono Russo. La posizione del monumento all'interno del sito non è segnalata a sufficienza, ma è possibile rintracciarlo qui.
Il ginnasio del III secolo a.C. è stato individuato grazie alla presenza di un'iscrizione in onore del re siracusano Ierone, rinvenuta dallo studioso tedesco Georg Kaibel nel 1894 e custodita presso il museo Civico di Noto. L'iscrizione presente è una copia. È una struttura in parte scavata nella roccia e in parte in materiale lapideo.

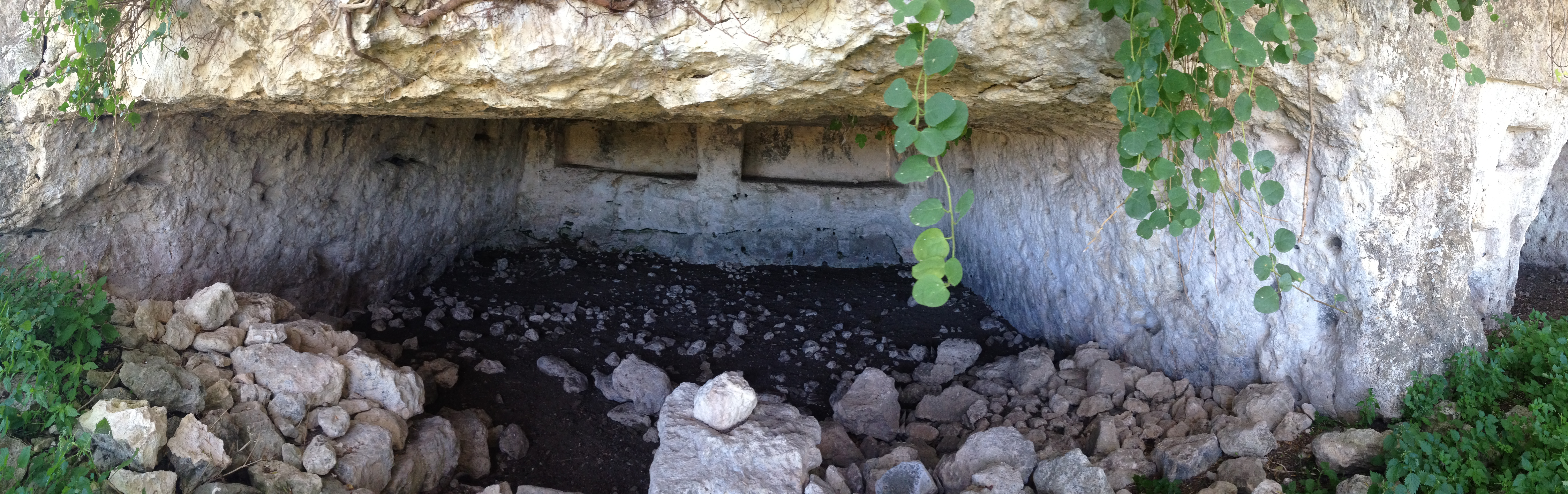
Uno dei due heroon di epoca greca per il culto degli eroi

Sono anche presenti alcuni resti delle fortificazioni greche con mura megalitiche scoperte nel 1972.

## Tombe e catacombe
Il territorio circostante è interessato alla presenza di molte tombe a grotticella, specie nei dirupi che scendono tra le vallate, di epoca preistorica a testimonianza di una preesistenza della civiltà sicula. Sul torrente Salitello è presente una necropoli sicula (730-650 a.C.) caratterizzata da tombe scavate nella roccia a cameretta. 

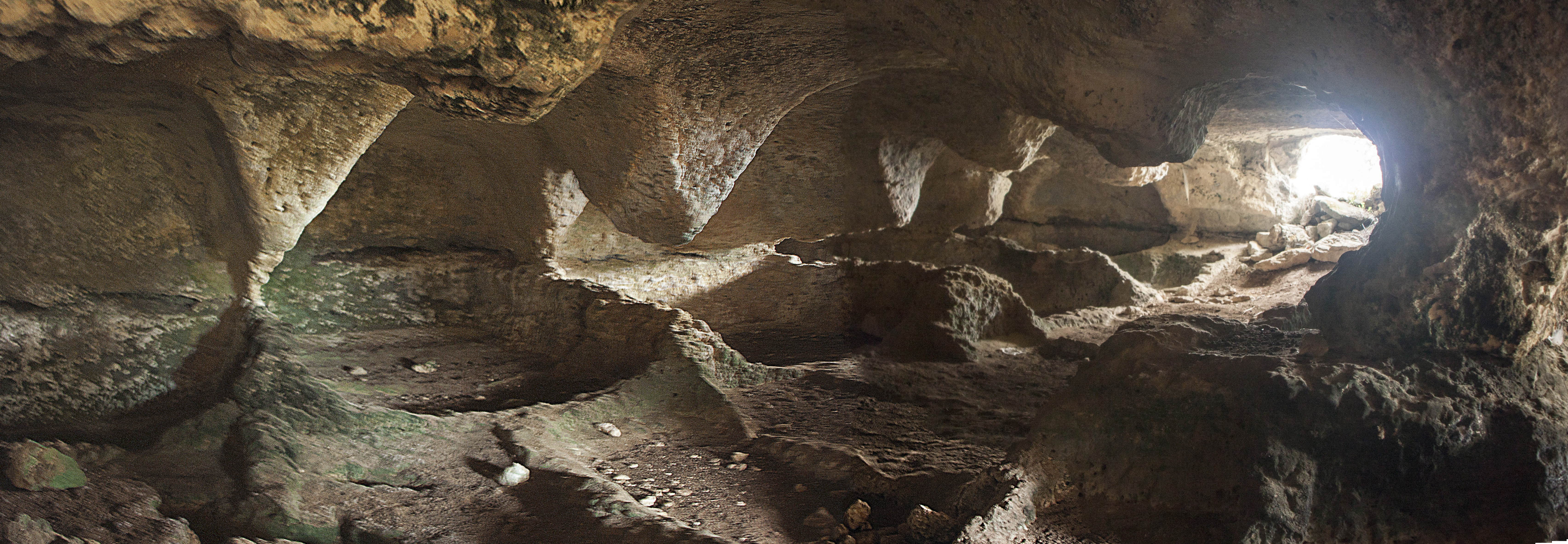
Grotta delle Cento Bocche.

Poco distante dall'ingresso nord di Noto Antica è presente una piccola catacomba bizantina chiamata Grotta delle Cento bocche per la presenza di resti di tomba a baldacchino che fanno somigliare le sporgenze del tetto a delle ugole: da cui il nome. Nel corso del tempo la catacomba venne riutilizzata anche come ovile e persino come bunker nella Seconda guerra mondiale, a causa della sua posizione strategica sulla vallata del Salitello.
La grotta del Carciofo prende il nome dalla presenza di due rappresentazioni della menorah ebraica scambiate dai contadini del luogo per dei carciofi, da cui il nome. La presenza di questa tomba testimonia l'esistenza di una comunità ebraica a Noto.

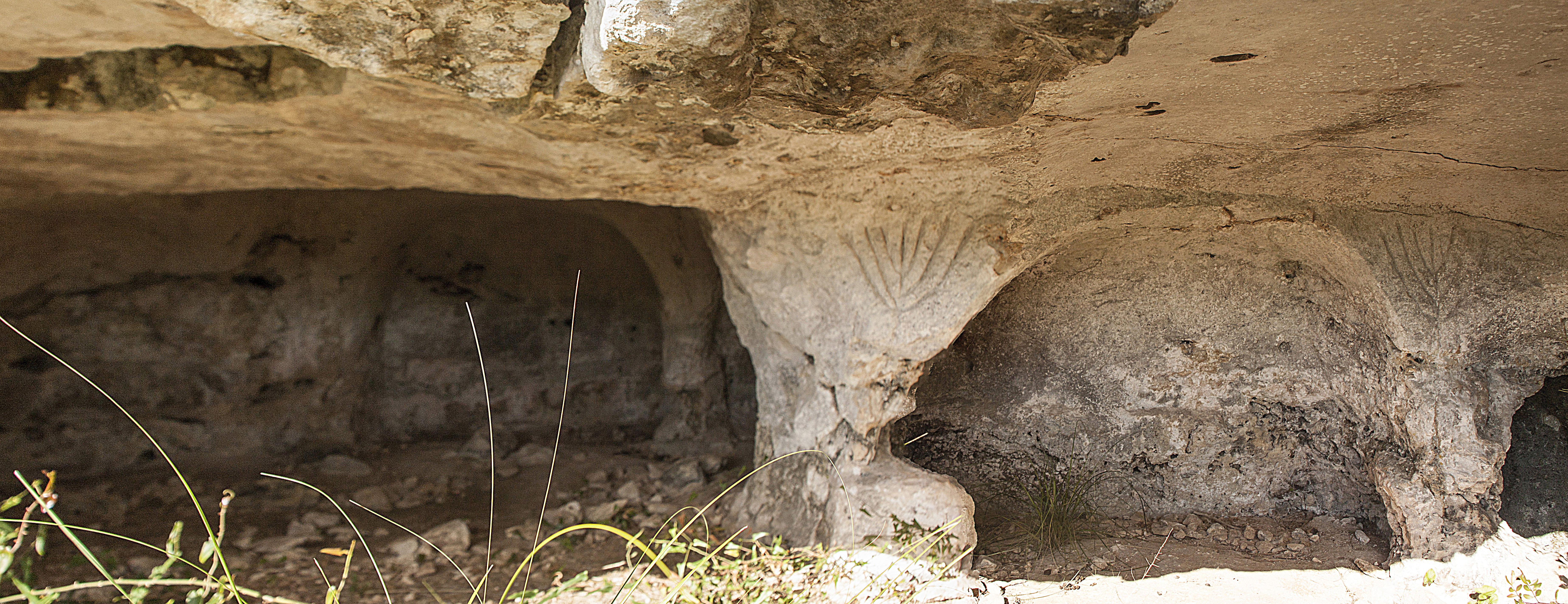
Grotta del Carciofo.

L'area dove sono ubicate entrambe le grotte risulta attualmente recintata e chiusa al pubblico.

## La valle del Carosello

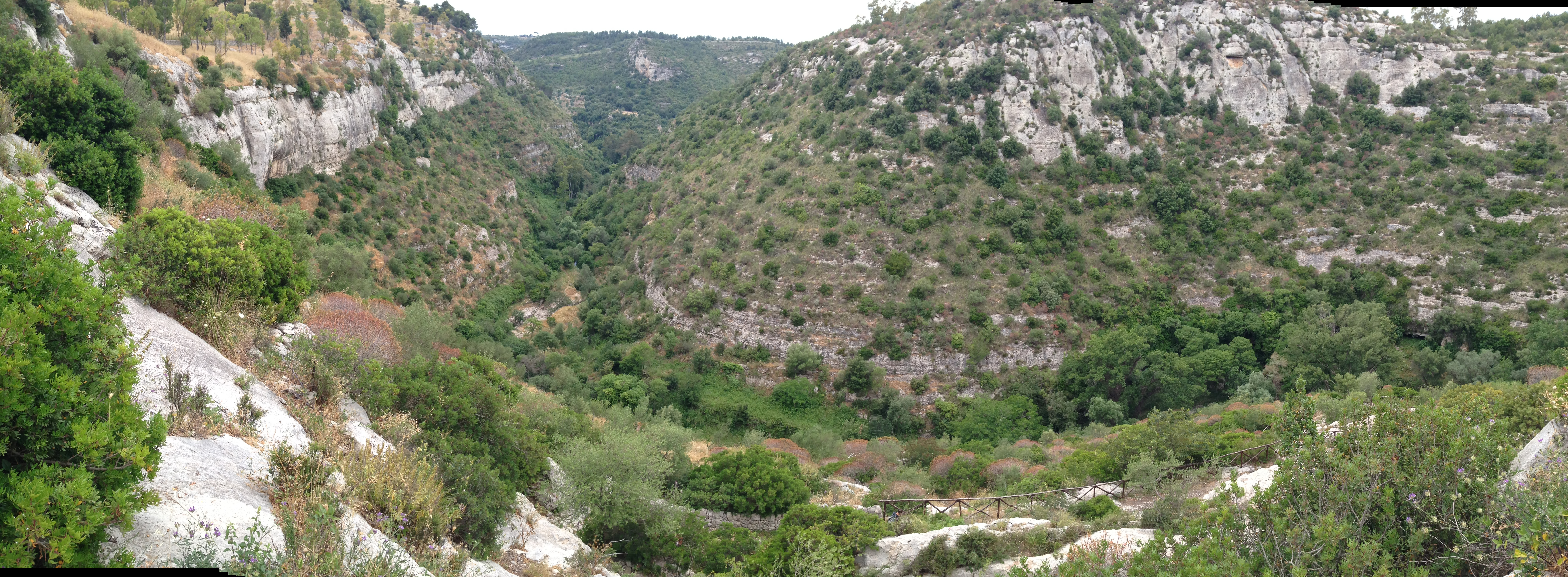
Cava Carosello

La valle del Carosello (o cava Carosello) si trova a ovest del monte Alveria ed è una vallata assai interessante per le molteplici presente archeologiche e naturalistiche. In questa valle nasce il fiume Asinaro, e proprio a causa della presenza del corso d'acqua in epoca araba nacquero delle concerie scavate nella roccia di cui il sito è molto ricco. Il processo della concia infatti necessitava di grandi quantità di acqua per la lavorazione delle pelli e di altre sostanze per la preparazione. La canalizzazione delle acque tramite chiuse e lo sfruttamento tramite i mulini aveva creato un'economia assai florida.

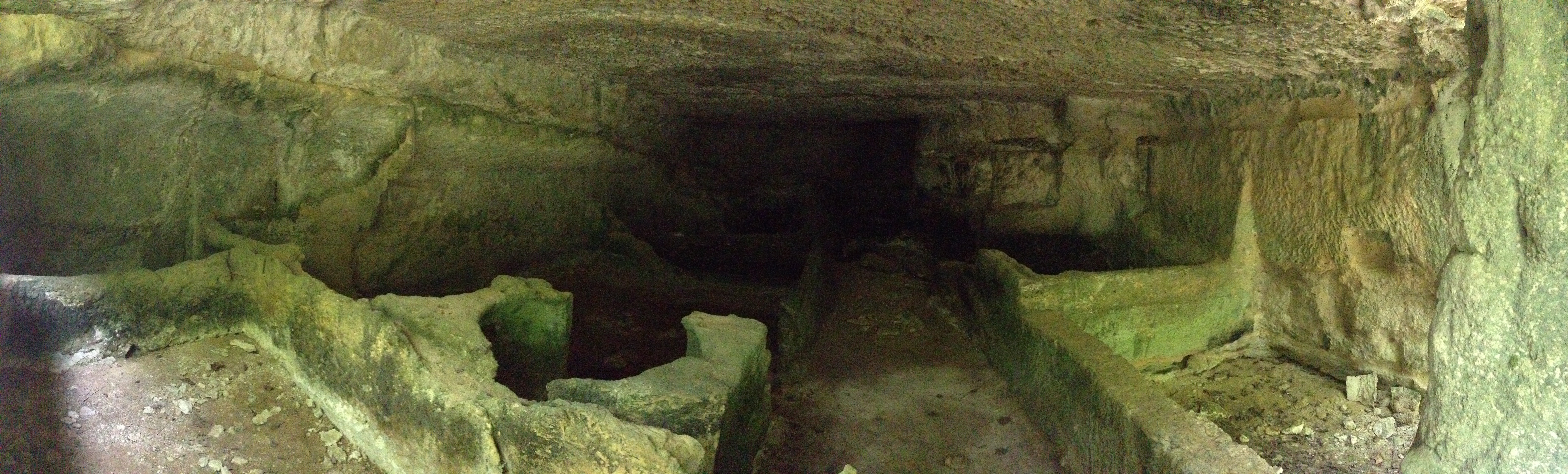
Interno di una delle concerie. Le vasche per il diverso trattamento delle pelli sono ancora intatte

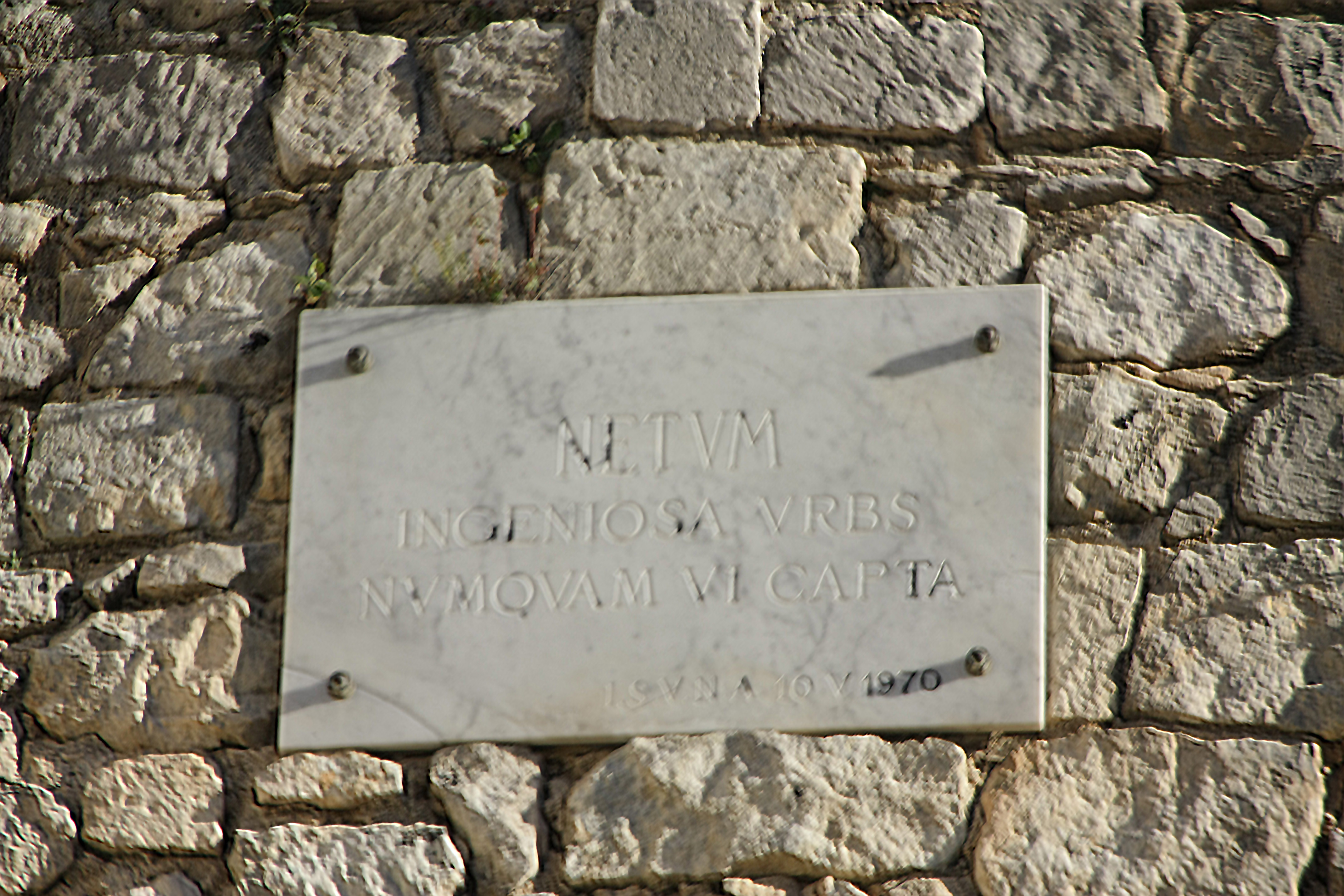
Scritta che appare all'ingresso di Noto Antica

## Dopo il terremoto
La nuova città fu ricostruita più a valle, con le caratteristiche di città barocca che l'hanno resa celebre in tutto il mondo.
Attualmente nel sito archeologico possono ammirare alcune necropoli sicule del IX e VIII secolo a.C., la Grotta del Carciofo (catacomba ebraica), la Grotta delle Cento Bocche, le antiche concerie e i mulini della valle del carosello, i resti della cinta muraria e del Castello Reale con la sua Porta che ha inciso il motto latino "Numquam vi capta". Ed in effetti, mai nessun motto si dimostrò più veritiero dal momento che soltanto il già citato sisma del 1693, riuscì a distruggere l'inespugnabile centro abitato.

## Il sito oggi

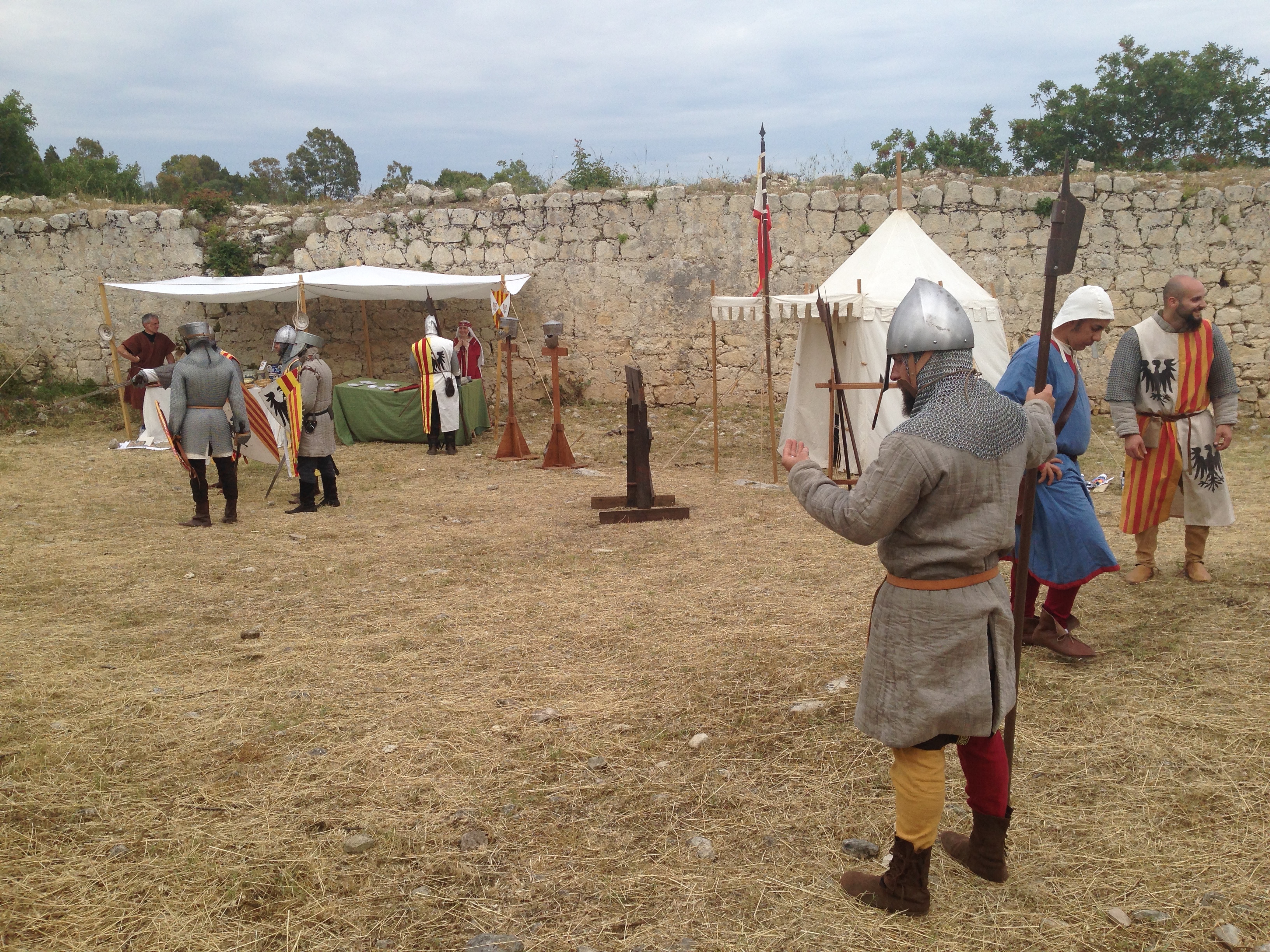
Uno dei momenti del festival dell'Alveria 2015 con le ricostruzioni medievali della vita quotidiana.

Attualmente l'area di Noto Antica è riconosciuta come area archeologica, anche se non è valorizzata a sufficienza per mancanza di strutture adeguate, cartellonistica sufficiente e un'adeguata fruizione. L'intero sito necessita di campagne di scavo conoscitive avvenute solo in parte minima, mentre altre sono previste in futuro. Molti dei terreni sono di proprietà privata, ciò ne limita la completa fruizione dell'area in mancanza di un piano organico di espropri e creazione di un unico parco.
Pochissimi gli studi e le pubblicazioni legate a quest'area ricchissima di informazioni che ricoprono un arco temporale che va dall'epoca preistorica sino al 1693, anno del terremoto.
Il comune di Noto, nell'intento di valorizzare il sito ogni anno promuove la Festa dell'Alveria tramite guide e una riproposizioni storiche della vita quotidiana della città.

## La ricostruzione virtuale di Netum
L’Opera EFIAN di ricostruzione virtuale di quattro aree del sito archeologico, finanziata dal Ministero dell'Istruzione, dell’Università e della Ricerca (MIUR) all’interno del Programma Operativo Nazionale “Ricerca e Competitività” (PON R&C) 2007-2013, ha permesso, attraverso l’uso delle più moderne tecnologie informatiche e multimediali, di far fare ai visitatori un salto centenario nel tempo, e precisamente un attimo prima del terribile terremoto.
L’Opera EFIAN è stata progettata e realizzata da una compagine societaria pubblico-privato finanziando il progetto classificatosi al primo posto nella graduatoria nazionale. L’Opera EFIAN ha visto coinvolte diverse organizzazioni ed enti. In particolare hanno partecipato le due più importanti Università dell’Isola, quella di Palermo e quella di Catania, con i rispettivi Dipartimenti di Architettura e nello specifico di Storia dell’Architettura, di Rappresentazione, di Progettazione; la fondamentale collaborazione del Comune di Noto, il museo civico. Il risultato finale dell’Opera EFIAN, realizzata per la prima volta in Italia in un sito così importante, ha reso fruibile una futuristica visita del Parco Archeologico della città vecchia.